# 凱文·霍甘
凱文·霍甘（Kevin Hogan ，1963年8月11日—）是一位澳洲政治人物，他的黨籍是澳洲國家黨。自2013年開始，他是佩奇選區選出的澳大利亞眾議院的議員。他畢業於芬德斯大學，主修經濟。在踏入政壇之前他曾從事金融業的工作。